# Acilia Calpurnia
Acilia Calpurnia va ser una llei romana datada l'any 66 aC sota els cònsols Mani Acili Glabrió i Gai Calpurni Pisó, que establia una multa pels condemnats per suborn i els inhabilitava a perpetuïtat per obtenir magistratures i assistir al senat, i concedia premis als acusadors.